# Ettrick, Virginia
Ettrick är en ort i Chesterfield County i delstaten Virginia, USA.